# Enfermeiras Paraquedistas

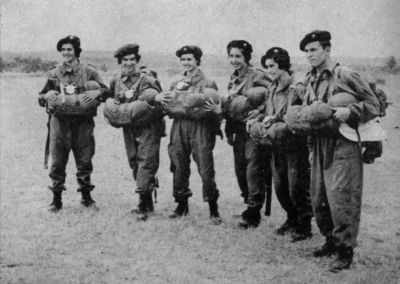
1.º Curso de Enfermeiras Pára-quedistas

As Enfermeiras Paraquedistas foram um grupo composto por 46 mulheres portuguesas que, entre 1961 e 1974, durante o confronto entre as Forças Armadas Portuguesas e as forças organizadas pelos movimentos de libertação das antigas províncias ultramarinas Angola, Guiné-Bissau e Moçambique, participaram da Guerra do Ultramar no tratamento de feridos e doentes, assim como no auxílio a civis.

## História
Isabel Rilvas foi a principal impulsionadora do surgimento das enfermeiras pára-quedistas em Portugal. Enquanto civil, ela frequentou na França um curso de pára-quedismo em Biscarrosse, e lá teve contacto com outras enfermeiras pára-quedistas, que a incentivaram a trazer a ideia para Portugal.
O tenente-coronel Kaúlza de Arriaga, então sub-secretário de Estado da Aeronáutica, apoiou a iniciativa e começou a pensar-se na introdução, pela primeira vez, de mulheres nas Forças Armadas Portuguesas.
Foram então convidadas as enfermeiras que se julgava ter aptidão suficiente para iniciar esse corpo.
O 1º Curso de Enfermeiras Pára-quedistas teve início a 6 de Junho de 1961 no Aeródromo Militar de Tancos. As 11 candidatas que iniciaram a formação tiveram uma instrução técnica e física para o pára-quedismo e uma forte preparação militar em tudo idêntico à dos homens, para poderem ser integradas na respectiva hierarquia.
A 8 de Agosto do mesmo ano, foi concluído o 1º Curso de Enfermeiras Pára-quedistas. As "Seis Marias", nome dado por todas as integrantes se chamarem "Maria", receberam em Tancos a Bóina Verde e o Brevet de Pára-quedismo, sendo graduadas na patente de Alferes.

### Funções
Fazia parte das funções das enfermeiras pára-quedistas assistir feridos nos locais de combate, tendo estado, por isso debaixo de fogo com muita frequência.
Efectuaram centenas de evacuações aéreas entre as ex-Províncias Ultramarinas e a Metrópole, dentro do próprio território africano para os hospitais e também de Goa e de Timor, acompanhando os feridos de guerra, doentes, familiares e crianças.
Trabalharam no Hospital Militar Principal, Hospital da Força Aérea na ilha Terceira, Açores, e, quando este foi extinto, no Hospital da Força Aérea em Lisboa, nos Hospitais de Luanda, Lourenço Marques, Nampula, Guiné e nos postos médicos das tropas pára-quedistas, das Bases Aéreas, nas respectivas Províncias e na Metrópole. A sua acção era prestada aos três Ramos das Forças Armadas, bem como aos civis.

### Término
Nos últimos anos em que exerceram funções, estiveram mais activas na Guiné-Bissau, território em que a luta armada era mais violenta. Com a Revolução dos Cravos e a independência das antigas províncias ultramarinas, terminou o trabalho das enfermeiras pára-quedistas fora de Portugal.
Em 15 anos realizaram-se 9 cursos, constituídos por um total de 46 enfermeiras.

## Legado
Existem várias imagens e filmes da década de 60 e 70, recolhidos durante o conflito nos arquivos audiovisuais do Exército, Força Aérea e RTP.
Em Agosto de 2007, o The History Channel exibiu um documentário dedicado à história destas mulheres intitulado "Entre o Céu e o Inferno - As Enfermeiras Pára-quedistas".